# Santa María del Oro kommun, Jalisco
Santa María del Oro är en kommun i Mexiko.   Den ligger i delstaten Jalisco, i den södra delen av landet, 400 km väster om huvudstaden Mexico City. Antalet invånare är 2 653. Arean är 404 kvadratkilometer.
Terrängen i Santa María del Oro är huvudsakligen kuperad, men norrut är den bergig.
Följande samhällen finns i Santa María del Oro:
- Santa María del Oro
- Villa Morelos
- Zipoco